# Aeció (escultor)
Aeció (llatí: Aetion, en grec antic: Ἀετίων «Aetíōn») fou un escultor grec nascut a Amfípolis esmentat per Cal·límac i Teòcrit de Siracusa.
Va fer una estàtua d'Asclepi en cedre a petició de Nícies de Milet, un metge del rei Pirros nascut a Milet. Va viure a la meitat del segle iii aC.